# NGC 3128
NGC 3128 est une galaxie spirale située dans la constellation de l'Hydre. NGC 3128 a été découverte par l'astronome américain Francis Leavenworth en 1886.

## Caractéristiques
Sa vitesse par rapport au fond diffus cosmologique est de 5 028 ± 28 km/s, ce qui correspond à une distance de Hubble de 74,2 ± 5,2 Mpc (∼242 millions d'al).
La classe de luminosité de NGC 3128 est II et elle présente une large raie HI. Elle renferme également des régions d'hydrogène ionisé.
Les galaxies NGC 3127 et NGC 3128 sont dans la même région du ciel et, à deux millions d'années-lumière près, elles sont à la même distance de la Voie lactée. Elles font partie d'un triplet de galaxies.